# Willow (scooter)
Willow is een historisch merk van scooters.
De bedrijfsnaam was Willow Auto Cycle Co, London.
Willow was een Engels merk dat genoemd was naar Willow Street, waar het gevestigd was. Willow bouwde slechts één jaar (in 1920) scooters met een 269 cc Villiers inbouwmotor. De tweetaktmotoren van Villiers (met name de zeer betrouwbare 269 cc eencilinder) waren gewild voor beginnende fabrikanten die zelf niet beschikten over de technologie om een motor te bouwen. Scooters waren dat in die tijd nog niet. Het waren niet meer dan gemotoriseerde steps, zoals de Skootamota, de Autoped en de Austro-Motorette, die bij het grote publiek niet aansloegen. Dat is waarschijnlijk de reden dat men aan Willow Street de productie al na één jaar beëindigde.